# Hitelemzés példákban
A Hitelemzés példákban, teljes nevén Hitelemzés példákban, vagyis a kath. hit- és erkölcstan rövid foglalata nagy választékú idézetek-, történetek-, elbeszélések-, példák-, példázatok- s hasonlatokkal megvilágítva. Gyakorlati segédkönyv egyházi szónokok, hitelemzők, gyóntatók, tanítók s nevelők számára, nemkülönben épületes olvasmánytár a kath. családok részére egy igen nagy terjedelmű teológiai segédkönyv római katolikus papok számára a 19. század végéről. Szerzője Nagy Antal ószőnyi plébános volt.
A három, összességében mintegy 2600 oldalas kötet 1876 és 1886 között jelent meg a következő címeken:
- I. Az ember rendeltetéséről és végczéljáról. A hitről. Az apostoli hitvallásról.
- II. A parancsolatokról.
- III. A malaszt eszközökről.

A kötetek rendkívül alapos részletességgel veszik végig a római katolikus katekizmus pontjait, és mindegyik példák sorozatát csatolják a magyar- és világtörténelemből; görög-, római- és modern európai irodalmakból; korabeli egyházi- és világi életből, újságcikkekből. A mű segédkönyvként készült egyházi szónokok, prédikátorok számára az egyházi beszédek, prédikációk színesítésére, közvetlenebbé tevésére. A művet a budapesti egyetem hittani kara a Horváth-féle alapból 400 forint jutalom-díjjal tüntette ki. A mű máig sem elektronikus, sem reprint kiadással nem rendelkezik.